# Exuperius von Bayeux

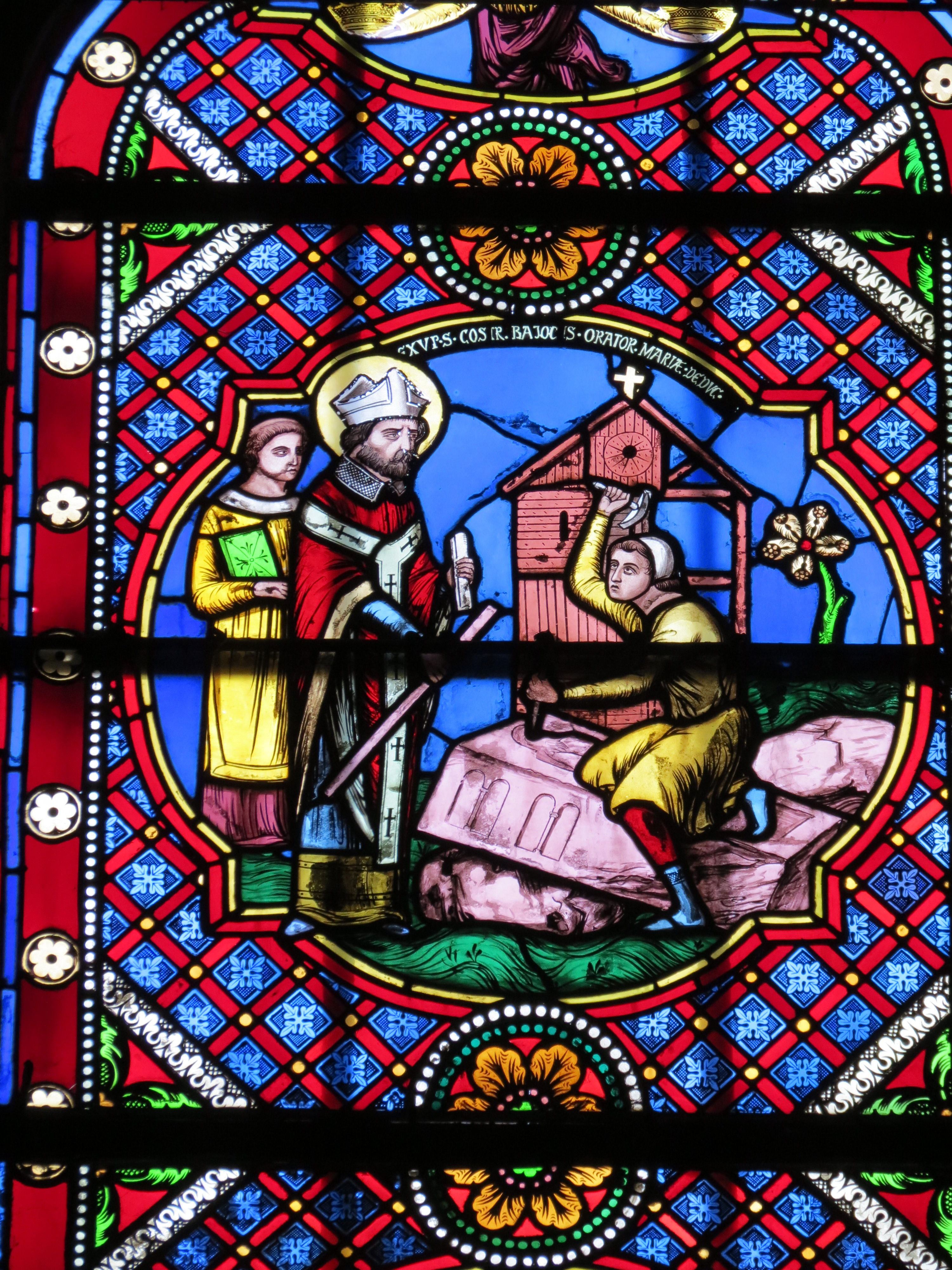
Bischof Exuperius lässt die erste Kapelle in Bayeux erbauen; Bildfenster (1848) in der Kathedrale von Bayeux

Exuperius von Bayeux (französisch Spire oder Soupir, Soupierre; bretonisch Ispar, Dispar oder Thois; † um 405) gilt als der erste Bischof von Bayeux in Nordfrankreich. In einigen Überlieferungen wird er jedoch als Schüler des heiliggesprochenen Papstes Clemens von Rom († um 100) angesehen.

## Vita
Einige wenige Wunderberichte über Krankenheilungen und Teufelsaustreibungen durch Exuperius sind überliefert; über ein erlittenes Martyrium ist jedoch nichts bekannt.

## Verehrung
Exuperius wurde bereits früh vom Volk verehrt. In der Zeit der Wikingerüberfälle (8./9. Jahrhundert) wurden seine Gebeine nach Corbeil (südlich von Paris) verbracht; die dortige Kathedrale Saint-Spire trägt sein Patrozinium.
Er ist ein Heiliger der Römisch-katholischen Kirche. Sein Festtag ist der 1. August.